# Facundo Suárez
Facundo Roberto Suárez (Mendoza, 5 de noviembre de 1923-Buenos Aires, 2 de agosto de 1998) fue un político argentino, perteneciente a la Unión Cívica Radical (UCR).

## Biografía
Suárez nació en Mendoza, Argentina, en 1923. Su padre, Leopoldo Suárez, fue Ministro de Obras públicas de la provincia de Mendoza. Su padrino fue el caudillo Carlos Washington Lencinas. Fue llamado Facundo en homenaje a su tatarabuelo Facundo Quiroga. Estudió en la Universidad de La Plata, y fue cercano al entonces legislador provincial bonaerense Ricardo Balbín. Suárez comenzó su militancia en la UCR en 1941, y tiempo después fue elegido delegado de la Federación Universitaria Argentina. Egresó como abogado en La Plata, y se doctoró en Ciencias Políticas en la Universidad Nacional de Cuyo.
Fue elegido Diputado provincial de Mendoza, entre 1948 y 1952, y en 1958, Diputado nacional por la Unión Cívica Radical del Pueblo. Fue candidato a gobernador en 1963 y fue derrotado por el líder del Partido Demócrata de Mendoza, Francisco Gabrielli. El presidente Arturo Umberto Illia, lo designó al frente de la petrolera estatal YPF. En 1965 viajó a Irán, luego de una visita del sah Mohammad Reza Pahleví a Comodoro Rivadavia (provincia del Chubut), en momentos en que la petrolera estatal buscaba proyección internacional.
Fue uno de los primeros dirigentes radicales en tener contacto con el presidente Juan Domingo Perón incluso en la residencia de Perón en Madrid, Puerta de Hierro. Suárez fue removido de YPF por el golpe militar de 1966 contra Illia.
Desarrolló una buena relación con el movimiento peronista proscrito, y devino como un asesor cercano al dirigente de partido y candidato a vicepresidente de Balbín cuando la dictadura llamó a elecciones generales en 1973. Balbín escogió a su compañero de fórmula, Fernando de la Rúa, bajo su consejo. La fórmula radical fue derrotada en las elecciones de 1973 y Suárez no regresó activamente a la política hasta una década más tarde. El ganador de las elecciones de 1983, Raúl Alfonsín, había desafiado al mentor de Suárez, Balbín, el liderazgo del UCR en 1972.
Suárez fue nombrado director de Segba, la compañía de electricidad estatal del Gran Buenos Aires. Se desempeñó como Embajador argentino en México, de 1985 a 1986, y luego fue nombrado al frente de la Secretaría de Inteligencia.
Suárez propuso hacer público el presupuesto de la SIDE, causa de una fuerte controversia debido a su naturaleza clasificada, al Congreso. Aunque la propuesta no prosperó en el Congreso, Suárez hizo el público de presupuesto de la agencia, y durante su gestión entre 1986 y 1989, esta cantidad se duplicó.
Su gestión coincidió con numerosos escándalos, incluyendo la filmación en 1989 de anuncios televisivos para la campaña presidencial en la sede de la SIDE, con empleados en el fondo, la implicación de miembros de la secretaría con los Carapintadas, y la vigilancia de senadores de oposición para buscar elementos de interés para operaciones políticas futuras.
Tras la renuncia de Alfonsín en 1989, Suárez se desempeñó en el Comité Nacional radical, y fue elegido Convencional constituyente de la reforma constitucional argentina de 1994. Su hijo, Facundo Suárez Lastra, fue Intendente de Buenos Aires entre 1986 y 1989.
Suárez murió de cáncer en Buenos Aires en 1998, a los 74 años.